# Laurent Debieu
Laurent Debieu est un joueur de kayak-polo international français, évoluant en Nationale 1 du championnat de France dans l'équipe d'Avranches.

## Sélections
Sélections en équipe de France senior
- Championnats du monde 2006 : Médaille d'or [1]
- Championnats d'Europe 2007 : Médaille de bronze[2]